# چارلی راگلان
چارلی راگلان (انگلیسی: Charlie Raglan؛ زادهٔ ۲۸ آوریل ۱۹۹۳) بازیکن فوتبال اهل بریتانیا است.
از باشگاه‌هایی که در آن بازی کرده‌است می‌توان به باشگاه فوتبال یونایتد آف منچستر، باشگاه فوتبال چسترفیلد، باشگاه فوتبال پورت ویل، و باشگاه فوتبال نانت‌ویچ اشاره کرد.